# ジョージ王戦争
ジョージ王戦争（ジョージおうせんそう、英語: King George's War、1744年 - 1748年）は、オーストリア継承戦争に対応する北アメリカの植民地戦争である。当時グレートブリテン王国（イギリス）を統治していたジョージ2世の名にちなむ。北米植民地戦争の1つであり、ニューヨーク、マサチューセッツ湾、ニューハンプシャー、ノバスコシアを主戦場とした。最も重要な戦闘は1745年にマサチューセッツ植民地総督ウィリアム・シャーリーが組織したケープ・ブレトン島のルイブール要塞への遠征であり、要塞は包囲ののち陥落した。フランス語では第三次植民地間戦争（フランス語: Troisième guerre intercoloniale）と呼ばれる。
アーヘンの和約により戦争は終結し、ルイブールはフランスに返還されたが、領土問題は解決されなかった。

## 背景
ジェンキンスの耳の戦争は1739年にスペインとグレートブリテン王国の間で勃発していたが、戦闘はカリブ海およびスペイン領フロリダとその隣のイギリス領ジョージア植民地に限定されていた。オーストリア継承戦争はマリア・テレジアがハプスブルク君主国（オーストリア）を継承したために1740年に起こった戦争であるが、その時点ではイギリスもスペインも軍事的に介入しなかった。イギリスは1742年にオーストリアの味方、フランスとスペインの敵として外交的に巻き込まれたが、実際の戦闘は1743年のデッティンゲンの戦いまで起こらず、英仏間の宣戦布告は1744年3月にようやく行われた。マサチューセッツ湾直轄植民地は6月2日に宣戦布告した。

## 経過

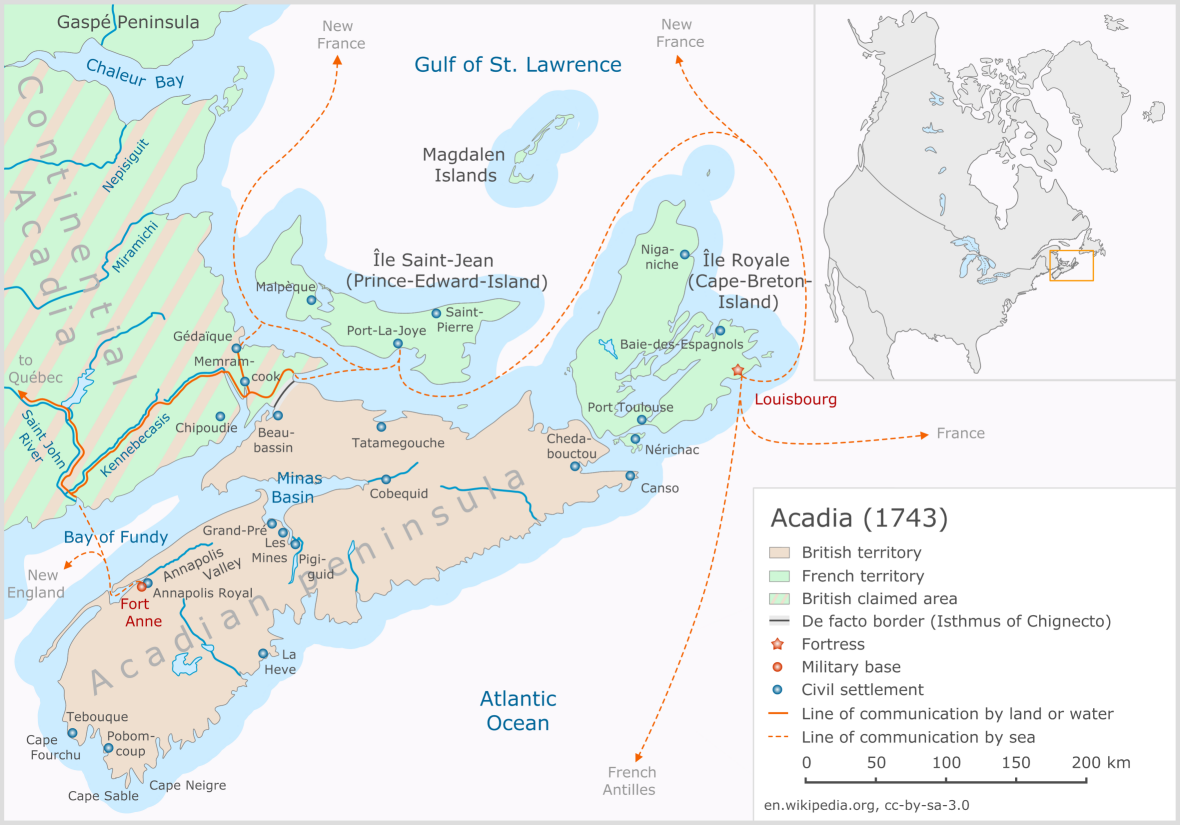
1743年時点のアカディア

英領ニューイングランドではマサチューセッツ植民地総督のウィリアム・シャーリーが組織し、ウィリアム・ペッパーレルが司令官となった対カナダ遠征軍がセントローレンス湾の入り口を制するブルトン岬島にあったフランス側の強固な要塞ルイズバーグ（フランス語読み、ルイブール）を6週間の包囲の後に陥落させた。1745年6月17日のことである。一方のフランス軍も1745年11月28日にサラトガ砦を攻略し、さらに1746年8月20日にマサチューセッツ要塞を陥落させた。しかし、肝心のルイブール要塞奪回は嵐や疫病で失敗した。
こうして、お互い手詰まりになったため、オーストリア継承戦争を終結させたアーヘンの和約（エクス・ラ・シャペル条約）では、戦争勃発以前の状態への復帰が決められた。しかし、和平は長続きせず、翌年にはアカディア・ノバスコシアでル・ルートル神父戦争が勃発、ほかの植民地も1754年にフレンチ・インディアン戦争になだれ込んだ。